# Heterostylidiplosis
Heterostylidiplosis är ett släkte av tvåvingar. Heterostylidiplosis ingår i familjen gallmyggor.
Kladogram enligt Catalogue of Life:
| Heterostylidiplosis | \| \| Heterostylidiplosis capituliformis \| \| \| \| \| \| Heterostylidiplosis serpentinus \| \| \| \| |
|                     | \| \| Heterostylidiplosis capituliformis \| \| \| \| \| \| Heterostylidiplosis serpentinus \| \| \| \| |
|                     | Heterostylidiplosis capituliformis                                                                     |
|                     | |
|                     | Heterostylidiplosis serpentinus                                                                        |
|                     | |